# بیلی گریم
بیلی گریم (انگلیسی: Billy Grimshaw; ۳۰ آوریل ۱۸۹۲ – ۱۹۶۸ (۷۵−۷۶ سال)) بازیکن فوتبال اهل بریتانیا بود.
از باشگاه‌هایی که در آن بازی کرده‌است می‌توان به باشگاه فوتبال برنلی، باشگاه فوتبال کولنه، باشگاه فوتبال برادفورد سیتی، باشگاه فوتبال ساندرلند، و باشگاه فوتبال کاردیف سیتی اشاره کرد.
وی همچنین در تیم ملی فوتبال Football League بازی کرده‌است.